# Un mondo che non c'è
Un mondo che non c'è è un album del cantautore italiano Enzo Gragnaniello, pubblicato nel 1993.

## Tracce
1. Albarosa – 3:40
2. Friddo – 4:12
3. Guardanno 'o mare – 4:18
4. L'aria è cattiva – 3:35
5. Notte, sera e matina – 4:01
6. Questi siamo noi – 3:21
7. Ringrazio 'a chitarra – 3:37
8. Songh'io – 3:17
9. Stringi più forte – 2:19
10. Tutto è possibile – 4:19
11. Un mondo che non c'è – 4:50

## Formazione
- Enzo Gragnaniello – voce, chitarra
- Adriano Pennino – tastiera, programmazione, pianoforte, fisarmonica
- Aldo Mercurio – basso
- Vittorio Riva – batteria
- Maurizio Fiordiliso – chitarra elettrica, cori
- Michele Montefusco – chitarra, mandola
- Paolo Varriale – tastiera, programmazione
- Antonio Onorato – chitarra sintetica
- Gennaro Petrone – mandolino
- Gigi De Rienzo – basso
- Rosario Jermano – percussioni, timbales
- Tony Cercola – bonghi
- Maurizio Pica – chitarra a 12 corde
- Rino Zurzolo – contrabbasso
- Michele Signori – violino, lira
- Daniele Sepe – chalumeau, flauto, quena
- Valentina Crimaldi – flauto
- Marcello Ciampa – oboe
- Lello Giulivo – cori